# Tham tri chính sự
Tham tri Chính sự (參知政事) là chức quan Á tướng (Phó Tể tướng) thời quân chủ ở các nước Á Đông như Trung Quốc, Việt Nam. Trong quan chế của Trung Quốc thời Nhà Tống thì có Đồng bình chương sự là tên gọi chính thức của chức vụ Tể tướng, với Tham tri Chính sự là phó. 
Tham tri Chính sự là chức quan cao cấp, tại Trung Quốc chức quan này được thành lập đầu tiên vào thời nhà Đường, là chức quan bàn về chính sự. Ở Việt Nam thời quân chủ, chức quan này thấy xuất hiện bắt đầu từ thời Lý. Ngày nay Tham tri Chính sự tương đương với Phó Thủ tướng (Deputy Prime Minister).

## Một số Tham tri Chính sự (Trung Quốc)
- Ngụy Trưng (魏徵; 580 - 643)
- Phạm Trọng Yêm (范仲淹 989 - 1052)
- Âu Dương Tu (歐陽修 1007 - 1072)

## Một số Tham tri Chính sự (Việt Nam)
- Đoàn Nhữ Hài (段汝諧, 1280-1335)
- Trương Hán Siêu (張漢超；?–1354)
- Ngô Miễn (吳勉, 1371 - 1407)
- Bùi Cầm Hổ (裴扲虎, 1390 - 1483)